# Bețișoare rock n'roll
Bețișoare rock n’roll este un film românesc din 2009 regizat de Cristian Pascariu. Rolurile principale au fost interpretate de actorii Irina Wintze, Miron Maxim.

## Distribuție
Distribuția filmului este alcătuită din:
- Paul Frandoș — Cătălin
- Irina Wintze — Ana
- Silviu Ruști
- Florin Suciu
- Matei Rotaru
- Alex Timiș
- Miron Maxim — Andrei
- Dorin Marcu
- Anca Dogaru
- Alexandru Arion
- Cristian Grosu — Gabi
- Radu Lărgeanu — Dragoș
- Marius Benta
- Dan Țilea